# Kamil Maćkowiak
Kamil Damian Maćkowiak (ur. 20 listopada 1979 w Bydgoszczy) – polski aktor teatralny i filmowy, reżyser, producent, scenarzysta, tancerz i choreograf. W latach 2000–2013 związany z Teatrem im. Stefana Jaracza w Łodzi, od 2010 prezes Fundacji Kamila Maćkowiaka.

## Życiorys

### Wczesne lata
Urodził się w Bydgoszczy, a wychowywał w Gdyni. W wieku dziewięciu lat został uczniem szkoły baletowej w Gdańsku. Naukę kontynuował w gdańskiej Ogólnokształcącej Szkole Baletowej im. Janiny Jarzynówny-Sobczak, którą ukończył w 1998. Pisał na maturze z języka polskiego o Krystynie Jandzie i dostał szóstkę. Jak twierdzi, Janda i grana przez nią Modrzejewska, w dużej mierze spowodowały, że został aktorem. Początkowo chciał studiować w Warszawie, ale dostał się na studia na Wydziale Aktorskim „Łódzkiej Filmówki”, którą ukończył w 2003.

### Role w Teatrze im. Jaracza
W 2001, jeszcze podczas studiów, zadebiutował w łódzkim Teatrze im. Stefana Jaracza jako hrabia Franz Rosenberg w Amadeuszu Petera Shaffera, w reżyserii Waldemara Zawodzińskiego.
W latach 2003–2013 był zawiązany z Teatrem im. Jaracza. Występował w wielu przedstawieniach Waldemara Zawodzińskiego, w tym Miłości i gniewie Johna Osborne’a czy Intrydze i miłości Friedricha Schillera. Można go było też zobaczyć w roli Feliksa w Samotnej drodze Arthura Schnitzlera w reż. Bogdana Hussakowskiego, jako Victora w Polaroidach. Kilku ostrych zdjęciach u boku Dariusza Siatkowskiego, w roli Paula w Sprawcach czy Totalnie szczęśliwi Silke Hassler w reż. Jacka Filipiaka. Grał również w spektaklach Małgorzaty Bogajewskiej takich jak Osaczeni Władimira 
Zujewa jako rosyjski żołnierz najemnik z Samborem Czarnotą, Zszywanie Anthony’ego Neilsona, Bramy raju Jerzego Andrzejewskiego oraz Kotka na gorącym blaszanym dachu Tennessee Williamsa.

### Niżyński
Jednym z najsłynniejszych jego spektakli okazał się monodram Niżyński, powstały na podstawie Dziennika autorstwa Wacława Niżyńskiego, wybitnego tancerza i choreografa, prekursora tańca nowoczesnego. Niżyński, w reż. Waldemara Zawodzińskiego, od początku był pomysłem Kamila Maćkowiaka. Przedstawienie miało premierę 3 grudnia 2005 na Scenie Kameralnej Jaracza. Warszawska premiera spektaklu została przygotowana przez Fundację Kamila Maćkowiaka i Teatr Polski im. Arnolda Szyfmana w Warszawie.
Niżyński odnosił sukcesy na krajowych i międzynarodowych festiwalach. Za kreację Niżyńskiego, który na początku XX wieku był „bogiem tańca”, a potem trafił do szpitala psychiatrycznego, gdzie spędził kilkanaście lat, Maćkowiak zdobył szereg nagród, w tym Grand Prix na VI Międzynarodowym Festiwalu Monodramów Monokl w Sankt Petersburgu, Złotą maskę za najlepszą kreację aktorską, czy THESPIS Media Award na Festiwalu Monodramów w Kolonii w Niemczech.

### Fundacja Kamila Maćkowiaka
Od 2013 Maćkowiak produkuje spektakle pod szyldem własnej Fundacji, w tym monodramy - autorskie DIVA Show, Amok i Wraki, oraz Niżyński a także inne realizacje jak Ławeczka na Piotrkowskiej, Wywiad, Cudowna terapia z Patrycją Soliman albo Pauliną Chruściel, 50 słów, Totalnie szczęśliwi, Wigilia z Mileną Lisiecką, Śmierć i dziewczyna z Jowitą Budnik.
W 2014 został uhonorowany nagrodą im. Leona Schillera, przyznawaną przez Związek Artystów Scen Polskich, dla twórcy sezonu, za scenariusz, reżyserię, choreografię i wykonanie monodramu Diva Show.

### Inne projekty
Sympatię wśród telewidzów zyskał jako Mikołaj Siemaszko, syn Maryli, zapatrzony w siebie przystojniak w telenoweli Polsat Pensjonat pod Różą (2004–2006). Zagrał główną rolę Bartka Wilkosza w dramacie Jerzego Stuhra Korowód (2007). W serialu TVP2 Oficerowie (2006) był tajemniczym Kosmą Jaworskim. W serialu TVN Kryminalni (2007–2008) zagrał postać Jacka Dumicza, odważnego prokuratora okręgowego po studiach na Harvardzie. Pojawiał się też w serialach: Naznaczonym (2007–2008), Barwach szczęścia (2014–2016) jako Marcel Lasota, brat Marleny, Przyjaciółkach (2017–2018) jako Adrian Żółkowski, szef Ingi czy Na Wspólnej (2018).
Na deskach Teatru „Polonia” gościł jako Jean-Paul w czarnej komedii Kolacja kanibali (2015) w reż. Borysa Lankosza z Rafałem Mohrem i Aleksandrą Domańską, a także w przedstawieniu Mój pierwszy raz (2018) w reż. Krystyny Jandy u boku Agnieszki Krukówny i Antoniego Pawlickiego. W 2016 w Och-Teatrze zagrał tragikomiczną postać Geoffreya w Lekcjach stepowania Richarda Harrisa w reż. K. Jandy z udziałem Krystyny Tkacz, Marii Winiarskiej, Izabeli Dąbrowskiej, Elżbiety Romanowskiej, Joanny Moro, Zofii Zborowskiej i Katarzyny Żak.
W 2019 objął funkcję dyrektora artystycznego prywatnego teatru Scena Monopolis w Łodzi. Teatr ten (jako Teatr Kamila Maćkowiaka) od stycznia 2022 r. przeniósł się do siedziby Centrum Dialogu im. Marka Edelmana.
Od 2020 lektor w MPK Łódź.

## Role teatralne
| Rok  | Tytuł                                                       | Autor                                                     | Rola                   | Reżyser                                   | Teatr                               |
| ---- | ----------------------------------------------------------- | --------------------------------------------------------- | ---------------------- | ----------------------------------------- | ----------------------------------- |
| 2001 | Zdziczenie obyczajów pośmiertnych                           | Bolesław Leśmian                                          | Sobstyl                | Waldemar Zawodziński                      | Teatr im. Stefana Jaracza w Łodzi   |
| 2001 | Wesele                                                      | Anton Czechow                                             | Gość                   | Walery Fokin                              | Teatr im. Stefana Jaracza w Łodzi   |
| 2001 | Amadeusz                                                    | Peter Shaffer                                             | Hrabia Franz Rosenberg | Waldemar Zawodziński                      | Teatr im. Stefana Jaracza w Łodzi   |
| 2001 | Sen nocy letniej                                            | William Shakespeare                                       | Elf                    | Waldemar Zawodziński                      | Teatr im. Stefana Jaracza w Łodzi   |
| 2001 | Romeo i Julia                                               | William Shakespeare                                       | Benwolio               | Waldemar Zawodziński                      | Teatr im. Stefana Jaracza w Łodzi   |
| 2002 | Samotna droga                                               | Arthur Schnitzler                                         | Feliks                 | Bogdan Hussakowski                        | Teatr im. Stefana Jaracza w Łodzi   |
| 2002 | Tango, tango (spektakl muzyczny)                            | Janina Niesobska                                          |                        | Janina Niesobska                          | Teatr im. Stefana Jaracza w Łodzi   |
| 2002 | Miesiąc na wsi                                              | Iwan Turgieniew                                           | Bielajew               | Andrzej Bubień                            | Teatr im. Stefana Jaracza w Łodzi   |
| 2003 | Miłość i gniew                                              | John Osborne                                              | Jimmy                  | Waldemar Zawodziński (opieka artystyczna) | Teatr im. Stefana Jaracza w Łodzi   |
| 2003 | Polaroidy. Kilka ostrych zdjęć                              | Mark Ravenhill                                            | Victor                 | Andrzej Majczak                           | Teatr im. Stefana Jaracza w Łodzi   |
| 2004 | Ryzykowna zabawa                                            | Jean Dell, Gerald Sibleyras                               | Serge                  | Romuald Szejd                             | Teatr Scena Prezentacje w Warszawie |
| 2004 | Intryga i miłość                                            | Friedrich Schiller                                        | Ferdynand              | Waldemar Zawodziński                      | Teatr im. Stefana Jaracza w Łodzi   |
| 2004 | Sprawcy                                                     | Thomas Jonigk                                             | Paul                   | Piotr Chołodziński                        | Teatr im. Stefana Jaracza w Łodzi   |
| 2005 | Made In China                                               | Mark O'Rowe                                               | Hughie                 | Jarosław Tumidajski                       | Teatr im. Stefana Jaracza w Łodzi   |
| 2005 | Niżyński (monodram)                                         | na podstawie Dzienników Wacława Niżyńskiego               | Niżyński               | Waldemar Zawodziński                      | Teatr im. Stefana Jaracza w Łodzi   |
| 2007 | Osaczeni                                                    | Władimir Zujew                                            | Wesoły                 | Małgorzata Bogajewska                     | Teatr im. Stefana Jaracza w Łodzi   |
| 2008 | Zszywanie                                                   | Anthony Neilson                                           | Stu                    | Małgorzata Bogajewska                     | Teatr im. Stefana Jaracza w Łodzi   |
| 2008 | Nijinsky (anglojęzyczna wersja monodramu)                   | na podstawie Dzienników Wacława Niżyńskiego               | Nijinsky               | Waldemar Zawodziński                      | Teatr im. Stefana Jaracza w Łodzi   |
| 2009 | Bramy raju                                                  | Jerzy Andrzejewski                                        | Aleksy                 | Małgorzata Bogajewska                     | Teatr im. Stefana Jaracza w Łodzi   |
| 2009 | Survival                                                    | Simon Block                                               | Adam                   | Barbara Sass                              | Teatr im. Stefana Jaracza w Łodzi   |
| 2010 | Kotka na gorącym blaszanym dachu                            | Tennessee Williams                                        | Brick                  | Małgorzata Bogajewska                     | Teatr im. Stefana Jaracza w Łodzi   |
| 2011 | Totalnie szczęśliwi                                         | Silke Hassler                                             | On                     | Jacek Filipiak                            | Teatr im. Stefana Jaracza w Łodzi   |
| 2013 | Karnawał czyli pierwsza żona Adama                          | Sławomir Mrożek                                           | Adam                   | Jarosław Gajewski                         | Teatr Polski w Warszawie            |
| 2013 | Diva Show, czyli monorewia osobowości borderline (monodram) | Kamil Maćkowiak                                           |                        | Kamil Maćkowiak                           | Fundacja Kamila Maćkowiaka          |
| 2014 | Niżyński (premiera warszawska)                              | na podstawie Dzienników Wacława Niżyńskiego               | Niżyński               | Waldemar Zawodziński                      | Fundacja Kamila Maćkowiaka          |
| 2014 | Ławeczka na Piotrkowskiej                                   | Aleksandr Gelman                                          |                        | Kamil Maćkowiak                           | Fundacja Kamila Maćkowiaka          |
| 2015 | Amok' (monodram)                                            | na podstawie powieści Jamesa Freya Milion małych kawałków | James                  | Kamil Maćkowiak                           | Fundacja Kamila Maćkowiaka          |
| 2015 | Kolacja kanibali                                            | Vahé Katcha                                               | Jean-Paul              | Borys Lankosz                             | Teatr „Polonia”                     |
| 2015 | Improwizacje#6                                              | Agata Duda-Gracz                                          |                        |                                           | Teatr Muzyczny Capitol              |
| 2016 | Wraki (monodram)                                            | Neil LaBute                                               | Edward Carr            | Kamil Maćkowiak                           | Fundacja Kamila Maćkowiaka          |
| 2016 | Lekcje stepowania                                           | Richard Harris                                            | Geoffrey               | Krystyna Janda                            | Och-Teatr                           |
| 2017 | Cudowna terapia                                             | Daniel Glattauer                                          | Wiktor                 | Waldemar Zawodziński                      | Fundacja Kamila Maćkowiaka          |
| 2018 | Mój pierwszy raz                                            | Ken Davenport                                             | Mężczyzna 2            | Krystyna Janda                            | Teatr „Polonia”                     |
| 2018 | 50 słów                                                     | Michael Weller                                            | Adam                   | Waldemar Zawodziński                      | Fundacja Kamila Maćkowiaka          |
| 2018 | Totalnie szczęśliwi (repremiera)                            | Silke Hassler                                             | Andreas                | Jacek Filipiak                            | Fundacja Kamila Maćkowiaka          |
| 2019 | Wigilia                                                     | Daniel Kehlmann                                           | Tomas                  | Waldemar Zawodziński                      | Fundacja Kamila Maćkowiaka          |
| 2020 | Śmierć i dziewczyna                                         | Ariel Dorfman                                             | Gerard                 | Waldemar Zawodziński                      | Fundacja Kamila Maćkowiaka          |
| 2020 | Klaus – obsesja miłości                                     | Kamil Maćkowiak                                           | Klaus Kinski           | Kamil Maćkowiak                           | Fundacja Kamila Maćkowiaka          |

## Filmografia
- 2000: Sandra K. jako copywriter (spektakl telewizyjny)
- 2004–2006: Pensjonat pod Różą – Mikołaj Siemaszko, syn Maryli
- 2004: Oficer – podporucznik Majchrzak (odc. 6)
- 2004–2005: Sprawa na dziś – Włodek Małecki, prezenter pogody
- 2006: Oficerowie – Damian Ryś vel. Kosma Jaworski
- 2007–2008: Kryminalni – prokurator Jacek Dumicz
- 2007: Korowód – Bartek Wilkosz
- 2007–2008: Naznaczony – Igor Karmicki (odc. 3)
- 2008: Trzeci oficer - Damian Ryś/ Kosma Jaworski
- 2011: Komisarz Alex - Artur Gordon (odc. 3)
- 2014–2016: Barwy szczęścia – jako Marcel Lasota, brat Marleny
- 2017–2018: Przyjaciółki – jako Adrian Żółkowski, szef Ingi
- 2006, 2018: Na Wspólnej – jako Marcin Woźniak vel Galik
- 2019: Cień – jako Krzysztof

## Nagrody i odznaczenia
- 2006: Nagroda Publiczności za tytułową rolę w spektaklu Niżyński w reż. Waldemara Zawodzińskiego z Teatru im. Stefana Jaracza w Łodzi na 46. Kaliskich Spotkań Teatralnych – Festiwalu Sztuki Aktorskiej
- 2006: Nagroda im. Kazimierza Krzanowskiego za rolę w monodramie Niżyński według Wacława Niżyńskiego w Teatrze im. Stefana Jaracza w Łodzi na 41 Ogólnopolskim Przeglądzie Teatru Małych Form „Kontrapunkt” w Szczecinie
- 2006: Złota Maska za najlepszą kreację aktorską w sezonie 2005/2006 („Niżyński”)
- 2006: Nagroda Marszałka Województwa Łódzkiego
- 2006: Nagroda Marszałka Województwa Dolnośląskiego za spektakl Niżyński na 40. Międzynarodowych Wrocławskich Spotkaniach Teatrów Jednego Aktora
- 2007: Pierwsze miejsce na VI Międzynarodowym Festiwalu Monodramów Monocle Baltic House w Sankt Petersburgu za monodram Niżyński
- 2007: Nagroda dla najlepszego aktora za rolę Wesołego w spektaklu Osaczeni na 37. Jeleniogórskich Spotkaniach Teatralnych
- 2008: Nagroda aktorska za rolę Wesołego w spektaklu Osaczeni na 8. Ogólnopolskim Festiwalu Dramaturgii Współczesnej Rzeczywistość Przedstawiona
- 2008: Nagroda Thespis Media Award na Międzynarodowym Festiwalu Monodramów w Kilonii za kreację aktorską w monodramie Niżyński z Teatru im. Jaracza w Łodzi
- 2009: Nagroda za najlepszą kreację aktorską w monodramie Niżyński na 39. Jeleniogórskich Spotkaniach Teatralnych
- 2009: Nagroda Dyrektorów Teatru im. Stefana Jaracza w Łodzi za wybitne osiągnięcia artystyczne
- 2011: GRAND PRIX - Nagroda Publiczności za spektakl Niżyński na 20 Jubileuszowym Międzynarodowym Festiwalu Teatralnym „Zderzenie” w Kłodzku
- 2014: Nagroda im. Leona Schillera za spektakl Diva Show
- 2014: Nagroda w plebiscycie Plastry Kultury 2013 w kategorii Spektakl Teatralny Roku za monodram Diva Show
- 2015: Grand Prix Geras i Nagroda Ośrodka Kultury i Sztuki we Wrocławiu oraz Wrocławskiego Towarzystwa Przyjaciół Teatru na 49. Międzynarodowych Wrocławskich Spotkaniach Teatrów Jednego Aktora WROSTJA za monodram Diva Show
- 2016: Nagroda Sejmiku Województwa  Łódzkiego w dziedzinie kultury
- 2017: Doroczna Nagroda Prezydenta Miasta Łodzi za osiągnięcia w dziedzinie twórczości artystycznej
- 2018: Nagroda dla najlepszego łódzkiego aktora sezonu 2017 w III plebiscycie Halokultura